# Piscu (Galați)
Piscu è un comune della Romania di 4 983 abitanti, ubicato nel distretto di Galați, nella regione storica della Moldavia.
Il comune è formato dall'unione di 2 villaggi: Piscu e Vameș.